# Pablo Javkin
Pablo Lautaro Javkin (Rosario, 19 de noviembre de 1971) es un abogado, docente universitario y político argentino, perteneciente a Unidos para Cambiar Santa Fe. Desde el 10 de diciembre de 2019 se desempeña como intendente de la ciudad de Rosario. Antes fue concejal, diputado provincial y diputado nacional por la provincia de Santa Fe.

## Trayectoria

### Comienzos
Fue presidente del Centro de Estudiantes de la Escuela Superior de Comercio de Rosario (1989-1990). Se graduó de abogado en la Facultad de Derecho de la Universidad Nacional de Rosario, donde fue presidente del Centro de Estudiantes de la Facultad de Derecho (1993-1994), presidente de la Federación Universitaria de Rosario (1994-1995), de la Federación Universitaria Argentina (FUA) (1998-2000), en todos los casos por la agrupación estudiantil universitaria Franja Morada, y del Comité Nacional de la Juventud Radical (2000-2002).

### Concejal de Rosario (2001-2005)
Entre 2001 y 2005 fue concejal de Rosario, mandato durante el cual fue presidente de la Comisión de Ecología y autor de la ordenanza de «Basura cero».

### Diputado provincial (2007-2011)
Fue diputado provincial por la Coalición Cívica-ARI, dentro del Frente Progresista Cívico y Social (FPCyS), entre 2007 y 2011. Ejerció la presidencia de la Comisión de Transporte y de la Comisión Bicameral de Acuerdos de la Asamblea Legislativa, la vicepresidencia de la Comisión de Cultura y Medios de Comunicación Social e integró las comisiones de Medio Ambiente y Recursos Naturales.
Entre los proyectos sancionados de su autoría se destaca la Ley de Boleta Única y Unificación del Padrón Electoral, que ha modificado el sistema de votación de la provincia de Santa Fe. A través de esta ley, se reemplazaron las múltiples boletas partidarias por una única boleta en papel para cada categoría de cargo electivo, en la cual figuran los candidatos de todos los partidos.
Fue presidente del partido Coalición Cívica ARI distrito Santa Fe en el período 2008-2010. En 2012 fue elegido como presidente del partido a nivel nacional.

### Secretario general de la municipalidad de Rosario (2015-2017) y concejal (2017-2019)

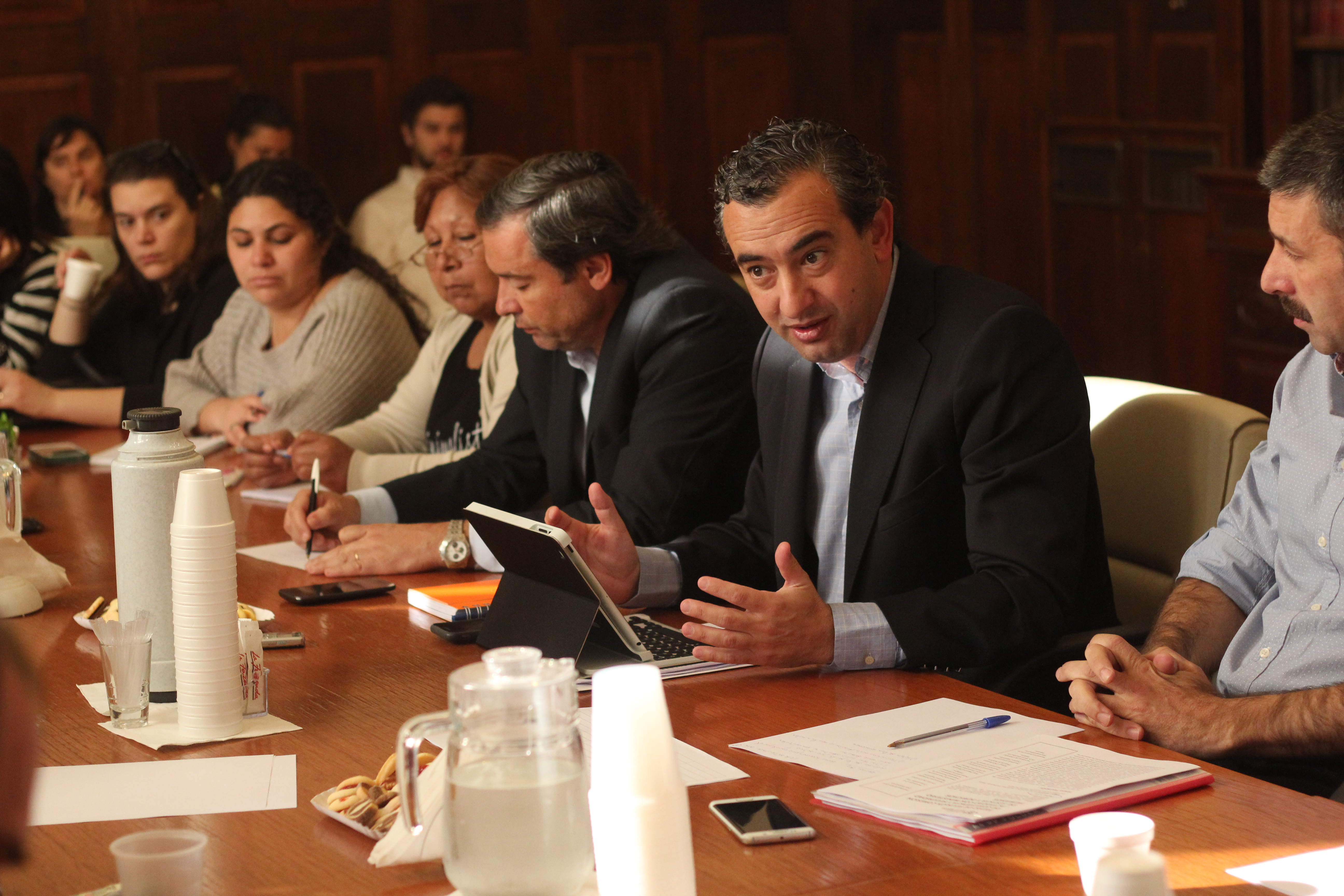
Pablo Javkin encabezó la Comisión de Convivencia y Seguridad del Consejo Económico y Social.

En 2015 fue nombrado secretario general por la intendenta de Rosario, Mónica Fein. La Secretaría General comprende la gestión de los seis distritos y de varias dependencias que se ocupan de temáticas diversas, las cuales Javkin ha organizado a partir de tres gabinetes de trabajo: Innovación, Participación Ciudadana y Derechos Humanos.
En 2017 fue electo concejal de la ciudad, cargo que ocuparía hasta 2019, cuando buscaría la intendencia de Rosario. En 2018 fundó su propio partido político, CREO. 

### Intendente de Rosario (2019-actualidad)

#### Elecciones 2019
Fue electo en las elecciones intendente de Rosario 2019 tras ganarle al peronista Roberto Sukerman por 34,50% a 33%.

#### Primera gestión (2019-2023)
Durante su primera gestión se encontró con un aumento de la violencia ligada al narcotráfico en la ciudad de Rosario. A raíz de ello tuvo reuniones con Alberto Fernández y el Jefe de Gabinete de la Nación, Agustín Rossi. Rosario alcanzó una tasa de homicidios de 21,8 por cada 100.000 habitantes en triplicando la media nacional, cifra que había sido de 14 en 2016. En 2022 se registraron 288 homicidios en Rosario, la cifra más alta de la historia.

#### Elecciones 2023
En las elecciones PASO de 2023, Pablo Javkin, apoyado por la senadora nacional Carolina Losada, venció a Miguel Ángel Tessandori, quien era apoyado por el diputado provincial Maximiliano Pullaro por 42.37 % a 34.68 %. En la elección generales logró el 51.74 % (241 728 votos) frente al 48.26 % (225 500 votos) del candidato de Juntos Avancemos, el concejal Juan Monteverde.

#### Segunda gestión (2023-actualidad)
Javkin le propuso a su contendiente en las primarias, Miguel Ángel Tessandori (PDP), que asumiera como secretario general del municipio.
Durante el año 2023 se sucedieron una serie de ataques vinculados al narcotráfico a distintas instituciones públicas y sociales, incluyendo un sindicato, un canal de televisión, la agencia de investigación criminal, una comisaría y un centro de salud. A fines de ese año se anunció por parte de la provincia y la Nación la implementación del Plan Bandera con mayor presencia de las fuerzas de seguridad e inteligencia criminal. En 2024 los homicidios disminuyeron a 90, la menor cifra en 10 años.
En febrero de 2025, se presentó el plan maestro de obras públicas por el tricentenario de la ciudad. Incluye la restauración de lugares icónicos de la ciudad como la catedral, el palacio de Leones, la plaza 25 de Mayo y las peatonales. Para junio de ese año ya se habían ejecutado el 30% de las obras. Entre los nuevos espacios se cuenta Puerto Joven, una reformulación del Galpón de las Juventudes, que incluye espacios para coworking, producción de contenidos para streaming y talleres.
En lo que respecta a simplificación del Estado, la gestión de Javkin eliminó 40 tasas y derogó más de 150 normativas en desuso. Se implementó el Nuevo Perfil Digital para Empresas que permite a personas jurídicas realizar trámites online y contar con un repositorio unificado de documentación e inspecciones. También se dispuso el Trámite de Habilitación Express que permite que comercios minoristas de hasta 500 m² pueden gestionar su habilitación en menos de 24 horas sin inspección previa, solo con declaración jurada. A esto se suma una plataforma virtual donde se puede acceder a la información sobre todas las parcelas de la ciudad para saber que se puede construir o habilitar en cada lugar.
En junio de 2025 envió un proyecto al Concejo Deliberante para autorizar edificios más altos en Rosario, de hasta 120 metros de altura (unos 40 pisos).

## Vida personal
En 2022 le diagnosticaron cáncer de próstata durante un chequeo debido a antecedentes familiares. Actualmente se encuentra en tratamiento intermitente.